# Макорженики

Макорженики у мисці

Макорже́ник, макорже́ники (також розм. варіанти маторже́ники, маківник) —  українська національна страва, головними складовими якої є яблука, борошно та мак. Часто вживають із медом.

## Спосіб приготування
У першої української кулінарної книжки Зіновії Клиновецької, яка була надрукована у Львові у 1913 році  макорженики готуються з яблук та тіста. Цукор з жовтками яєць перепирається, додається до суміші масло та трішки борошна. Тісто повинно бути рідким.  Яблука треба почистить і порізати на кружалки. Кожний кружалок  умочувають у тісто і смажити на пательні на маслі або на смальці. Готові яблучні оладки покривають зверху товченим цукром з маком.

## Голодомор
У роки голодоморів макорженики з сушених ягід, дерті (подрібненого зерна) та висушеної кропиви були чи не єдиною стравою на столі українців поряд із ліпениками з поло́вою, сушеними кукурудзяними качанами без зерняток, мітличками, лободою та іншими травами, які можна було легко знайти обабіч дороги. Часто їли просто суху суміш, запиваючи її водою або молоком.

## Див.також
- Українська кухня
- Шулики
- Маківник
- Печиво